# Pressley Harvin III
Pressley Harvin III (Alcolu, 17 settembre 1998) è un giocatore di football americano statunitense che milita nel ruolo di punter per i Pittsburgh Steelers della National Football League (NFL).

## Carriera

### Pittsburgh Steelers
Harvin al college giocò a football a Georgia Tech diventando il primo giocatore afroamericano a vincere il Ray Guy Award, assegnato al miglior punter della NCAA. Fu scelto nel corso del settimo giro (254º assoluto) nel Draft NFL 2021 dai Pittsburgh Steelers. Nella sua prima stagione calciò 70 punt a una media di 42,6 yard l'uno, venendo inserito nella formazione ideale dei rookie dalla Pro Football Writers Association.

## Palmarès
- PFWA All-Rookie Team - 2021